# Дрогобицька округа ОУН
Дрогобицька округа ОУН — адміністративно-територіальна одиниця Організації українських націоналістів революційної (ОУНР), яка охоплювала майже усю територію тодішньої Дрогобицької області УРСР, і організаційно входила до складу Карпатського краю ОУН.

## Історія
Дрогобицька округа була створена після рішення Проводу ОУН про реорганізацію краю «Західні Українські Землі», у листопаді 1944 році, шляхом реорганізації Дрогобицької області ОУН в округу. Реорганізація завершилась навесні 1945 року. До складу Дрогобицької округи не увійшли Крукеницький, Мостиський та Судово-Вишнянський райони (від весни-літа 1945 року входили до Яворівського надрайону Львівської округи Львівського краю ОУН, та Новострілищанський та Ходорівський райони (увійшли до Бібрецького надрайону Рогатинської округи Львівського краю ОУН) Дрогобицької області УРСР. Дрогобицька округа від початку створення поділялася на три надрайони. 
Навесні 1945 року частина території Дрогобицької округи були передані іншим округам ОУН (Жидачівський до Калуської округи ОУН, Миколаївський та Рудківський — Львівської округи Львівського краю ОУН), а з колишньої Перемиської області ОУН приєднано частину Добромильського району, яка залишилась у складі УРСР.
| №  | Надрайони    | Райони |
| -- | ------------ | --- |
| 1. | Стрийський   | 1. Боринський (з літа 1946) 2. Меденицький (до літа 1946) 3. Стрийський 4. Сколівський 5. Славський                               |
| 2. | Дрогобицький | 1. Боринський (до літа 1946) 2. Дрогобич 3. Дрогобицький 4. Дублянський 5. Меденицький (з літа 1946) 6. Підбузький 7. Турківський |
| 3. | Самбірський  | 1. Добромильський 2. Нижньоустрицький 3. Самбірський 4. Старосамбірський 5. Стрілківський 6. Хирівський                           |

Дрогобицька округа ОУНР у 1946 році

З літа 1947 року, після створення Турківського надрайону (створений щоб охопити прилеглі райони Закарпаття), Дрогобицька округа складалась з чотирьох надрайонів.
| №  | Надрайони    | Райони                                                                                                  |
| -- | ------------ | --- |
| 1. | Стрийський   | 1. Стрийський 3. Сколівський                                                                            |
| 2. | Дрогобицький | 1. Дрогобицький міський 2. Дрогобицький 3. Дублянський 4. Меденицький 5. Підбузький                     |
| 3. | Самбірський  | 1. Добромильський 2. Нижньоустрицький 3. Самбірський 4. Старосамбірський 5. Стрілківський 6. Хирівський |
| 4. | Турківський  | 1. Боринський 2. Славський 3. Турківський 4. Закарпатський (Міжгірський, з 1948)                        |

## Окружні провідники
| №  | Світлина | Ім'я та прізвище        | Псевдо                                                                                       | Час на посаді                  |
| -- | -------- | ----------------------- | -------------------------------------------------------------------------------------------- | ------------------------------ |
| 1. |          | Зиновій Тершаковець     | «Федір», «Лисий», «Чагрів», «Червень», «Чигирин»                                             | весна 1945 — літо 1945         |
| 2. |          | Іван Лаврів             | «Нечай», «Мирон», «Богун», «50», «555»                                                       | літо 1945 — травень 1949       |
| 3. |          | Володимир Фрайт         | «Жар», «Батько», «Вир», «Владан», «Владко», «інж. К. Владан», «Карб», «Роман», «АГБ», «Ст-5» | травень 1949 — серпень 1950    |
| 4. |          | Ярослав-Василь Косарчин | «Байрак», «Козак», «7-7», «Вівчар»                                                           | серпень 1950 – літо 1951       |
| 5. |          | Василь Цап'як           | «Потап»                                                                                      | (в.о) літо 1951 — квітень 1952 |